# Jüdischer Friedhof Nordrach

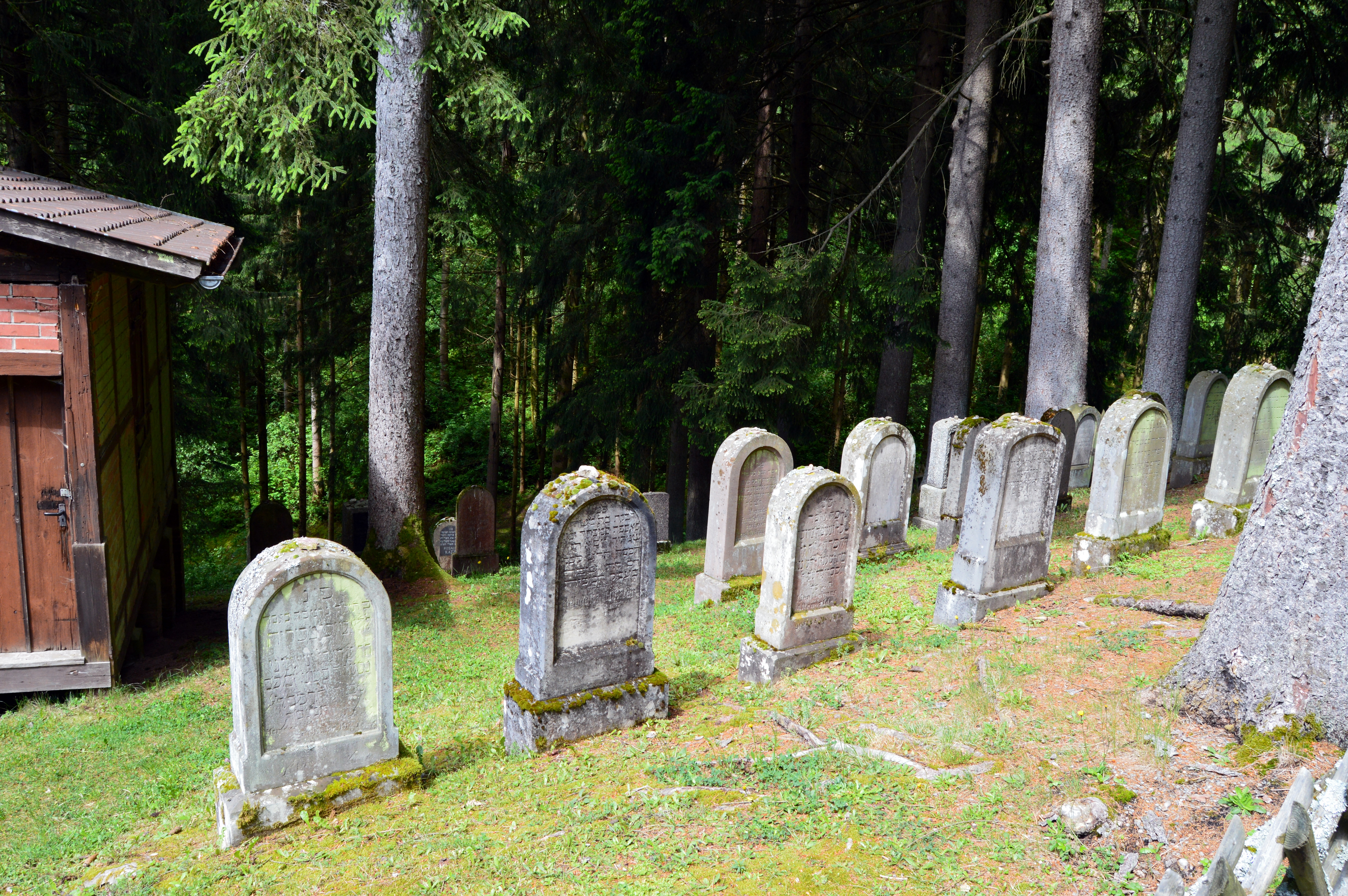
Jüdischer Friedhof in Nordrach

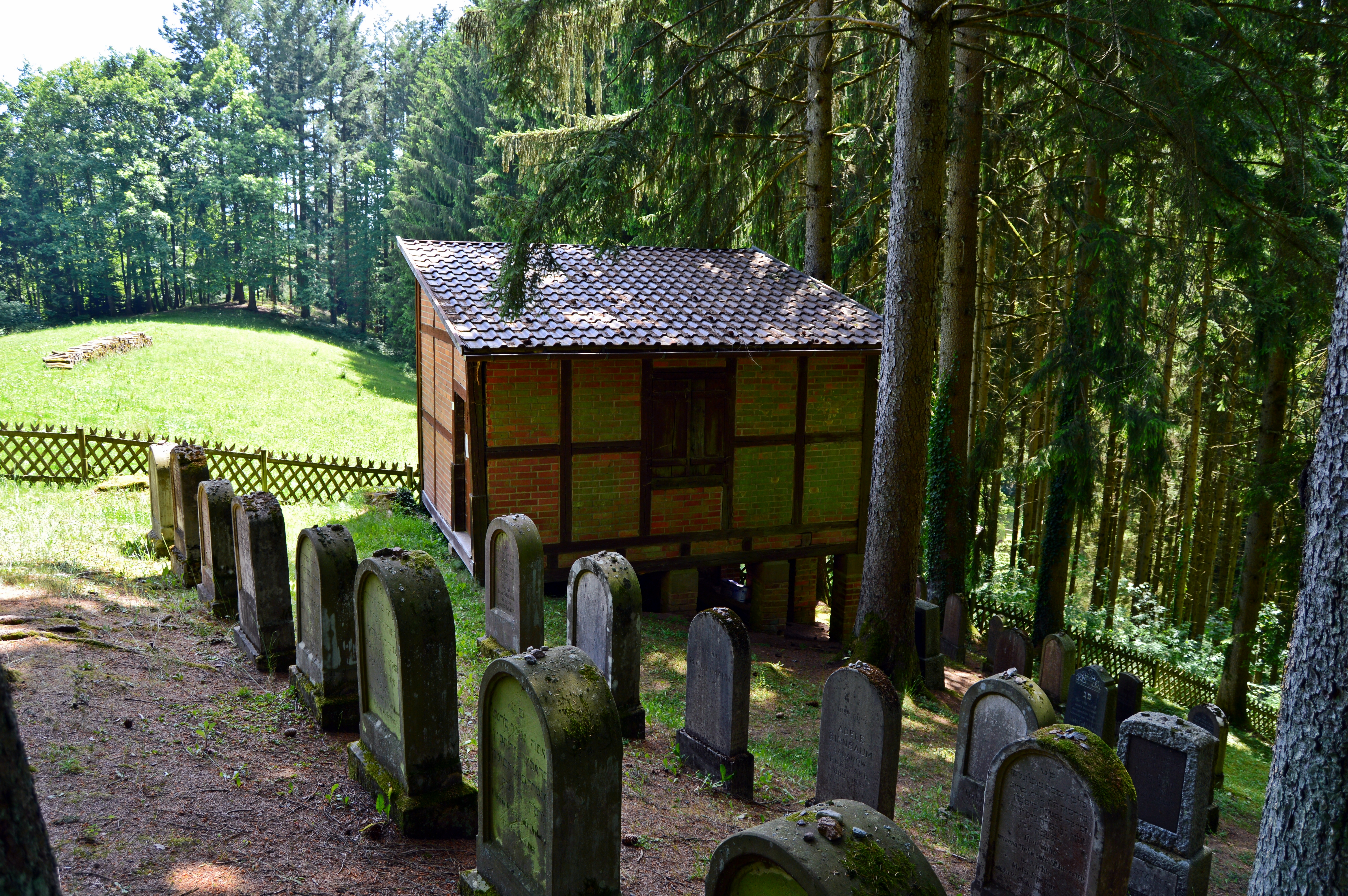
Teilansicht des Jüdischen Friedhof Nordrach

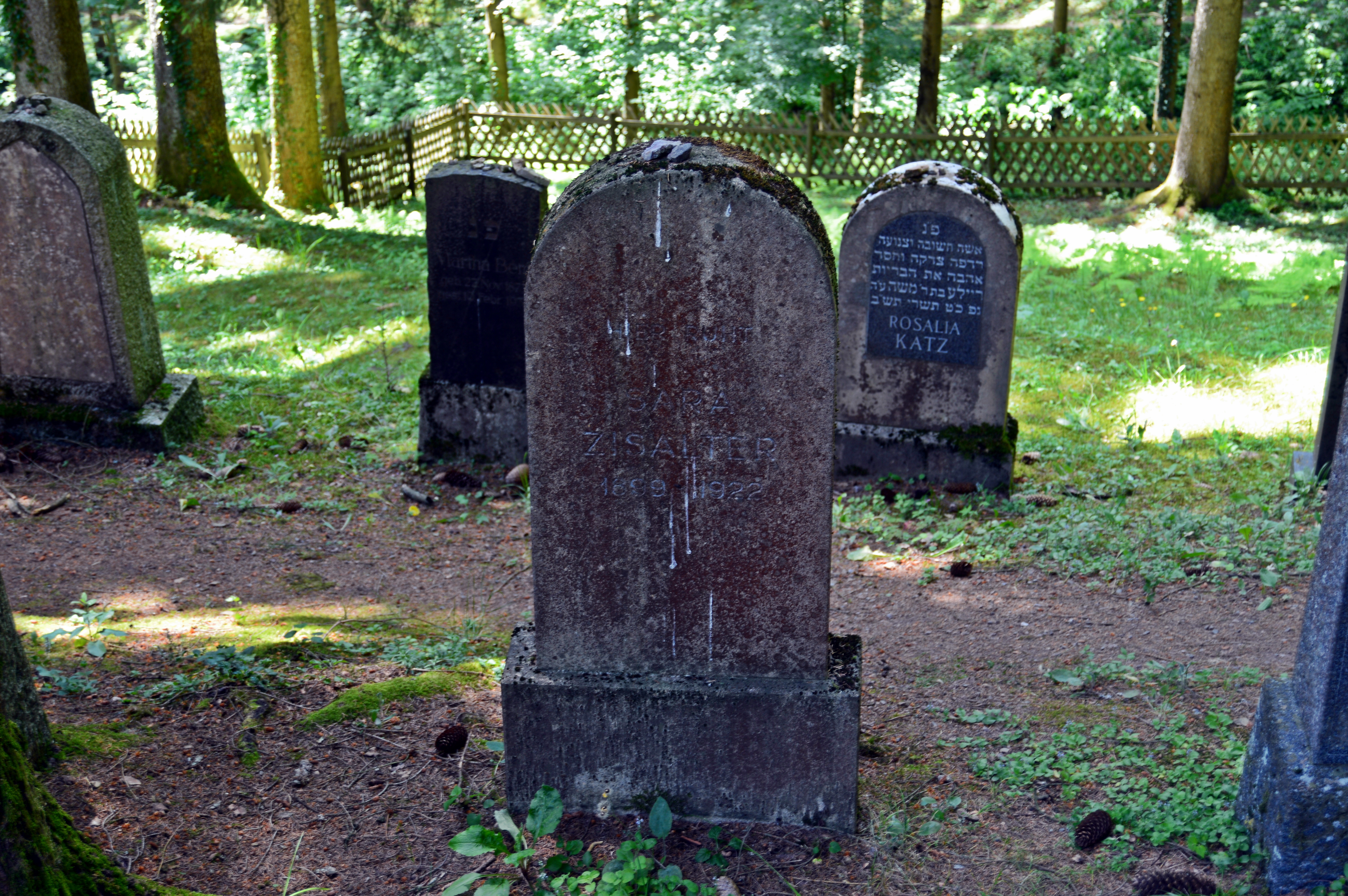
Einzelgrab der 1922 verstorbenen Sara Zisalter

Der Jüdische Friedhof in Nordrach, einer Gemeinde im Ortenaukreis in Baden-Württemberg, wurde 1907 im Gewann Leerenwinkel für die in Nordrach verstorbenen Patientinnen der Rothschild’schen Lungenheilanstalt angelegt und ist heute ein geschütztes Kulturdenkmal. Das Taharahaus ist ebenfalls noch erhalten.
Heute sind noch 30 Grabsteine vorhanden. Der Friedhof wurde zunächst von 1907 bis 1941 belegt und 1977 fand die letzte Bestattung statt.